# ETR 610
ETR 610 (z italštiny ElettroTreno Rapido, švýcarská řada RABe 503) je třísystémová varianta italské vysokorychlostní jednotky s naklápěcími skříněmi typu Pendolino určená pro dálkovou osobní dopravu mezi Švýcarskem a Itálií. Jednotky vyrobila firma Alstom a jejich designérem byl Giorgio Giugiaro.

## Objednávka a zkušební provoz
V roce 2004 objednala společnost Cisalpino 14 elektrických jednotek pro mezistátní dopravu. Jednotka byla prvně představena veřejnosti v červnu 2005 v podobě makety části čelního vozu. Společnost Trenitalia si objednala dalších 12 pouze stejnosměrných jednotek ETR 600 pro vnitrostátní provoz, jejichž dodávky se uskutečnily od poloviny roku 2008. Nasazení jednotek ETR 610 do provozu bylo plánováno na prosinec 2008. Ve dnech 9. – 10. listopadu 2007 zavítala jednotka ETR 610 001 poprvé do Švýcarska k prvním zkouškám.  Období zkoušek se značně proti původním plánům protáhlo, neboť odběratel trval na tom, aby jednotky netrpěly stejnými závadami, jako starší jednotky ETR 470, a dodavateli se vždy nedařilo dostatečně rychle najít spolehlivé řešení. Až v březnu 2009 vydal Spolkový úřad pro dopravu (BAV - Bundesamt für Verkehr) dočasné povolení zkušebního provozu s cestujícími a teprve od 20. července byly jednotky pravidelně nasazeny na spoje mezi Milánem a Ženevou. Od 1. října se rozšířilo jejich nasazení i na trasu z Ženevy do Benátek a od 13. listopadu byly nasazeny i na lötschberské dráze na spojích z Milána do Basileje. K 13. prosinci 2009 zanikla společnost Cisalpino a jednotky byly rozděleny mezi SBB a Trenitalia.

## Nasazení a další objednávky
Jednotkám ETR 610 Trenitalia bylo změněné barevné schema a byly nasazeny i do vnitrostátního provozu jako soupravy Frecciargento. SBB nasadilo své jednotky na mezistátní spoje z Ženevy resp. Basileje po simplonské trati do Milána.
Dne 2. srpna 2012 objednaly SBB dalších 8 jednotek ETR 610, které měly být nasazeny na gotthardské trati od prosince 2014 a nahradit tak poruchové jednotky ETR 470. První jednotka z této objednávky dorazila do Švýcarska 28. června 2014, další byly uváděny do provozu až do června 2015. Od začátku platnosti jízdního řádu 2016 byly na spojích z Curychu do Milána nasazeny výlučně jednotky ETR 610. Mezitím SBB využily opci a 30. ledna 2015 objednaly další 4 jednotky ETR 610 pro provoz na nové gotthardské trati. Údržba všech jednotek ETR 610 probíhá v Ženevě.

## Technický popis
Jednotka je složena ze sedmi samostatných vozů, elektricky a řízením je rozdělena na dvě části – vozy 1-4 a vozy 5-7. Vozy 1, 2, 6 a 7 jsou hnací, trakční motory jsou, jak je u jednotek typu pendolino obvyklé, uloženy na spodku vozové skříně v ose vozu a krouticí moment je přenášen kardanovým hřídelem na převodovku dvojkolí blíže ke středu vozu. Hnací vozy tedy mají dvě hnací a dvě běžná dvojkolí. V provozu mohou jezdit dvě spojené jednotky.
Jednotka má tři dvojice sběračů pro jednotlivé napájecí systémy. Sběrače pro síť DB (široké smykadlo, čistý uhlík) jsou na zadním čele 3. vozu a předním čele 6. vozu, sběrače pro stejnosměrnou italskou síť RFI (úzké smykadlo, uhlík s mědí) jsou na předním čele 4. vozu a zadním čele 5. vozu a sběrače pro SBB (úzké smykadlo, čistý uhlík) na přilehlých čelech 4. a 5. vozu. Střídavé sběrače jsou připojeny ke střešní sběrnici přes odpojovače, stejnosměrné přímo, odpojovače jsou vloženy mezi sběrnici a stejnosměrné hlavní vypínače. Přes střídavé hlavní vypínače jsou napájeny transformátory, které jsou umístěny také na 4. a 5. voze. Při napájení jednotky stejnosměrným proudem slouží sekundární vinutí transformátorů jako vstupní filtry. Z transformátorů jsou napájeny čtyřkvadrantní měniče na hnacích vozech, které napájejí stejnosměrné meziobvody. Při stejnosměrném napájení jednotky jsou tyto meziobvody napájené přímo proudem z trakčního vedení přes zmíněná sekundární vinutí transformátorů. Elektrodynamická brzda preferuje rekuperační brzdění, pokud není odběr, jsou na střechách hnacích vozů umístěné brzdové odporníky.
Všechna dvojkolí jsou brzděna pneumaticky. Hnací dvojkolí jsou osazena dvěma brzdovými kotouči, běžná třemi. Vozy 2, 3 a 6 mají na obou podvozcích magnetické kolejnicové brzdy, u vozů 1 a 7 jsou pouze na zadním podvozku (u plochého čela). Hydraulické naklápění vozových skříní je funkční při rychlostech nad 45 km/h.
Čela jednotek jsou opatřena samočinnými spřáhly typu Scharfenberg skrytými pod odklápěcími aerodynamickými kryty.
Kvůli nasazení v lötschberském a později i v gotthardském úpatním tunelu jsou jednotky vybaveny požární signalizací a musí být schopné jízdy vlastní silou minimálně 15 minut od vypuknutí požáru. Jednotky z první série mají 304 míst k sezení ve druhé třídě a 104 míst v první. Jednotky z druhé a třetí série mají 422 míst k sezení, z toho 296 ve druhé třídě a 108 v první třídě. Pro osoby se sníženou pohyblivostí je určeno 42 sedadel Prioritätssitze s většími rozestupy.

## Přehled vozidel

### 1. serie
V prosinci 2009 byla flotila jednotek ETR 610 rozdělena mezi SBB a Trenitalia (ačkoliv ještě ani všechny jednotky nebyly dodané). Od té doby nesou jednotky označení příslušné společnosti a jejich údržba a provoz probíhá vzájemně zcela nezávisle. V současnosti (2017) mají i různé verze ETCS. Pro provoz v gotthardském úpatním tunelu nechaly SBB upravit 7 jednotek podle 2. serie a tyto jednotky obdržely nová čísla – 503 001–007.
| 610.001 | Trenitalia |  | 93 85 5610 001-5 CH-TI   |  |
| 610.002 | Trenitalia |  | 93 85 5610 002-3 CH-TI   |  |
| 610.003 | Trenitalia |  | 93 85 5610 003-1 CH-TI   |  |
| 610.004 | Trenitalia |  | 93 85 5610 004-9 CH-TI   |  |
| 610.005 | SBB        |  | 93 85 5 610 005-6 CH-SBB |  |
| 610.006 | SBB        |  | 93 85 5 610 006-4 CH-SBB |  |
| 610.007 | SBB        |  | 93 85 5 610 007-2 CH-SBB |  |
| 610.008 | FS         |  | 93 85 5610 008-0 CH-TI   |  |
| 610.009 | SBB        |  | 93 85 5 610 009-8 CH-SBB |  |
| 610.010 | SBB        |  | 93 85 5 610 010-6 CH-SBB |  |
| 610.011 | Trenitalia |  | 93 85 5610 011-4 CH-TI   |  |
| 610.012 | Trenitalia |  | 93 85 5610 012-2 CH-TI   |  |
| 610.013 | SBB        |  | 93 85 5 610 013-0 CH-SBB |  |
| 610.014 | SBB        |  | 93 85 5 610 014-8 CH-SBB |  |
| *) Jednotlivé vozy jednotky jsou rozlišeny číslicí 1-7 na 9. pozici, čili např. poslední vůz jednotky 610.011 nese označení 93 85 5610 711-9 CH-TI |            |  |                          |  |

### 2. serie
Osm jednotek objednaných v srpnu 2012 a dodaných v letech 2014-2015 mělo již z výroby některá vylepšení oproti 1. serii, zejména byly připravené pro nasazení v gotthardském úpatním tunelu.
| RABe 503 011 | SBB |        | 93 85 0 503 011-5 CH-SBB |  |
| RABe 503 012 | SBB | Ticino | 93 85 0 503 012-3 CH-SBB |  |
| RABe 503 013 | SBB | Wallis | 93 85 0 503 013-1 CH-SBB |  |
| RABe 503 014 | SBB |        | 93 85 0 503 014-9 CH-SBB |  |
| RABe 503 015 | SBB |        | 93 85 0 503 015-6 CH-SBB |  |
| RABe 503 016 | SBB |        | 93 85 0 503 016-4 CH-SBB |  |
| RABe 503 017 | SBB |        | 93 85 0 503 017-2 CH-SBB |  |
| RABe 503 018 | SBB |        | 93 85 0 503 018-0 CH-SBB |  |

### 3. serie
SBB využily opci a 30. ledna 2015 objednaly 4 další jednotky v ceně 120 milionů švýcarských franků. Jednotky jsou shodné s druhou sérií a byly objednány v očekávání zvýšeného počtu cestujících po otevření nového gotthardského tunelu, zejména pro možnost posílení vybraných spojů nasazením spojených jednotek ve dvojité trakci. Jednotky byly dodány v období říjen 2016 – únor 2017.
| RABe 503 019 | SBB |  | 93 85 0 503 019-8 CH-SBB |  |
| RABe 503 020 | SBB |  | 93 85 0 503 020-6 CH-SBB |  |
| RABe 503 021 | SBB |  | 93 85 0 503 021-4 CH-SBB |  |
| RABe 503 022 | SBB |  | 93 85 0 503 022-2 CH-SBB |  |

## Nehody

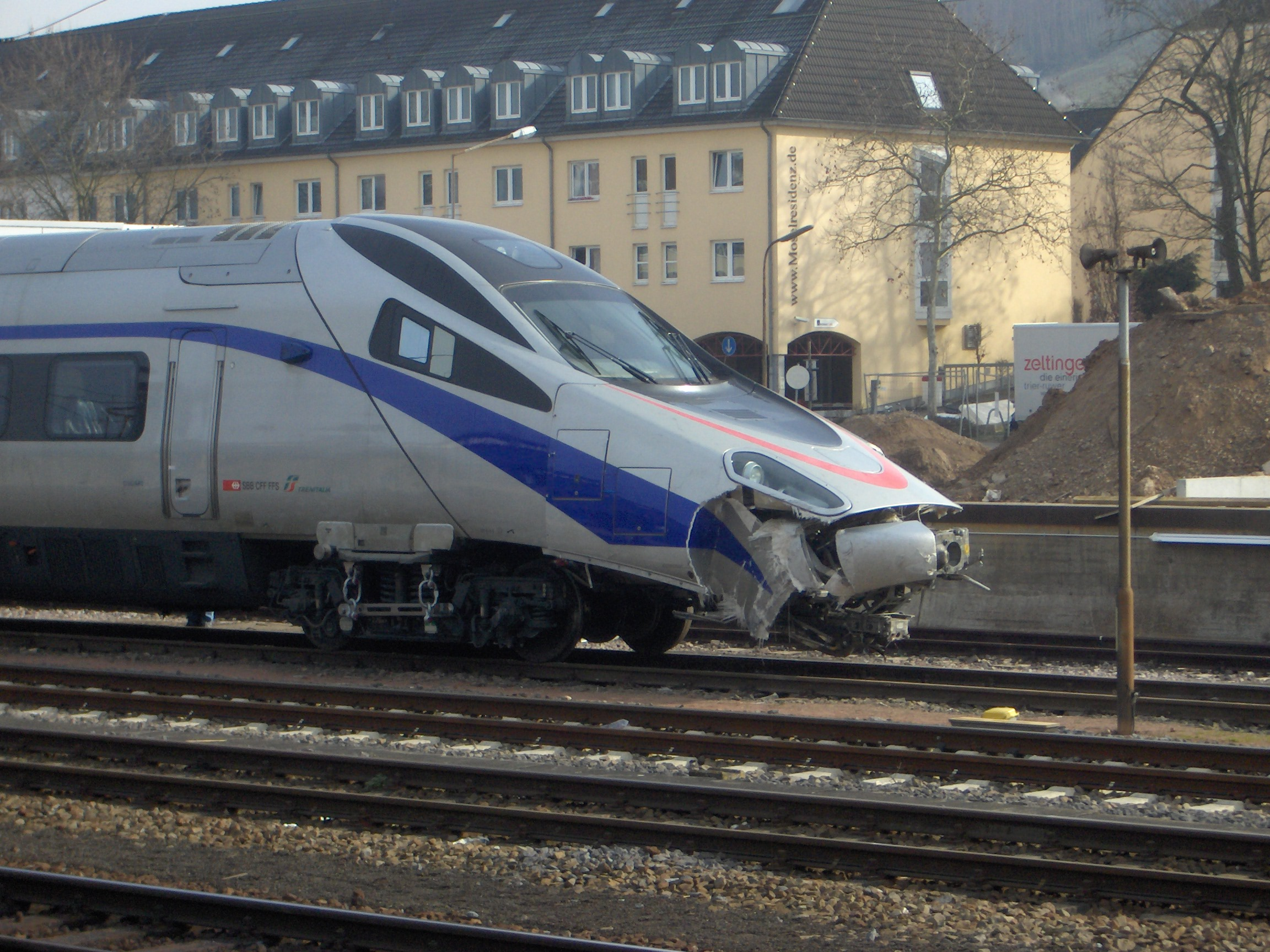
Poškozená ETR 610 011 ve stanici Trier Hauptbahnhof

15. února 2011 narazila 610 011 během zkušební jízdy v Trevíru do zarážedla a vykolejila. Při nehodě nebyl nikdo zraněn.
22. března 2017 vykolejila 610 002 Trenitalia na zhlaví žst. Luzern. Podle sdělení policie bylo 7 osob lehce zraněno. Příčina nehody je nejasná, pravděpodobně šlo o souběh několika nepříznivých vlivů.

## Modernizace jednotek SBB
Do roku 2020 musí být všechny jednotky 1. série vybaveny stabilním hasicím zařízením, bez kterého by nebyl povolen další provoz v Itálii. Jelikož je tato instalace spojena s demontáží velké části střešního vybavení, využije se tato akce i k částečné modernizaci jednotek. V plánu je zvýšení množství zavazadlových polic, vyčlenění zóny pro rodiny, optimalizace WC a instalace kamer pro strojvedoucího. Jednotky se tak přiblíží jednotkám druhé série. Dále bude všech 19 jednotek vybaveno zesilovači mobilního signálu a WLAN. Zároveň bude provedena velká revize jednotek 1. série předepsaná po ujetí 2,5 mil. km a menší revize jednotek 2. série předepsaná po ujetí 1,25 mil. km. Uvedené práce provede firma Alstom v Saviglianu v letech 2017–2020, resp. 2018-2019.

## Provoz v roce 2017
Jelikož oběhy jednotek 3. série ještě nejsou zapracovány do GVD 2017, jsou tyto jednotky nasazovány do oběhů jednotek 2. série. Jediným omezujícím faktorem je smlouva s dodavatelem o provádění záručních oprav v Ženevě, takže na gotthardské trati se až na výjimky tyto jednotky nevyskytují. Jednotky 2. série jsou nasazovány i do oběhů jednotek Trenitalia jako náhrada za vykolejenou ETR 610 002, v provozu tak běžně jezdí spojené jednotky SBB a Trenitalia.

## Provoz v gotthardském úpatním tunelu
Přetrasování vlaků z horské trati do úpatního tunelu způsobilo, že se začaly jednotky potýkat s odlišnými problémy. Prakticky se vytratilo stranové opotřebení oblouků způsobované jízdou v obloucích o malém poloměru. Nově se objevilo praskání skel horního pozičního světla. Zatímco na horské trati měla spolehlivost naklápěcího systému rozhodující vliv na dodržení GVD, v úpatním tunelu je to schopnost dosáhnout maximální rychlosti. Proto byl upraven software jednotek, aby umožnil jízdu maximální rychlostí i při poruše naklápění, pokud je funkční centrování skříně a sběrače. Použití rezervního sběrače nyní také nemá vliv na omezení rychlosti, pouze u spojených jednotek je nutné dodržet předepsanou vzdálenost zdvižených sběračů.

## Poprvé do Německa
Od 10. prosince, začátku platnosti GVD 2018, je plánováno nasazení jednotek ETR 610 na přímé spoje Milán–Frankfurt. Rok 2017 je proto věnován důkladným provozním zkouškám všech systémů potřebných pro provoz v Německu, školení personálu DB a školení personálu údržby SBB např. pro údržbu německých vlakových zabezpečovačů.